# پسکن
پسکن یک روستا در ایران است که در دهستان سنگر واقع شده‌است. پسکن ۶۴ نفر جمعیت دارد.